# Lagoa de São Brás

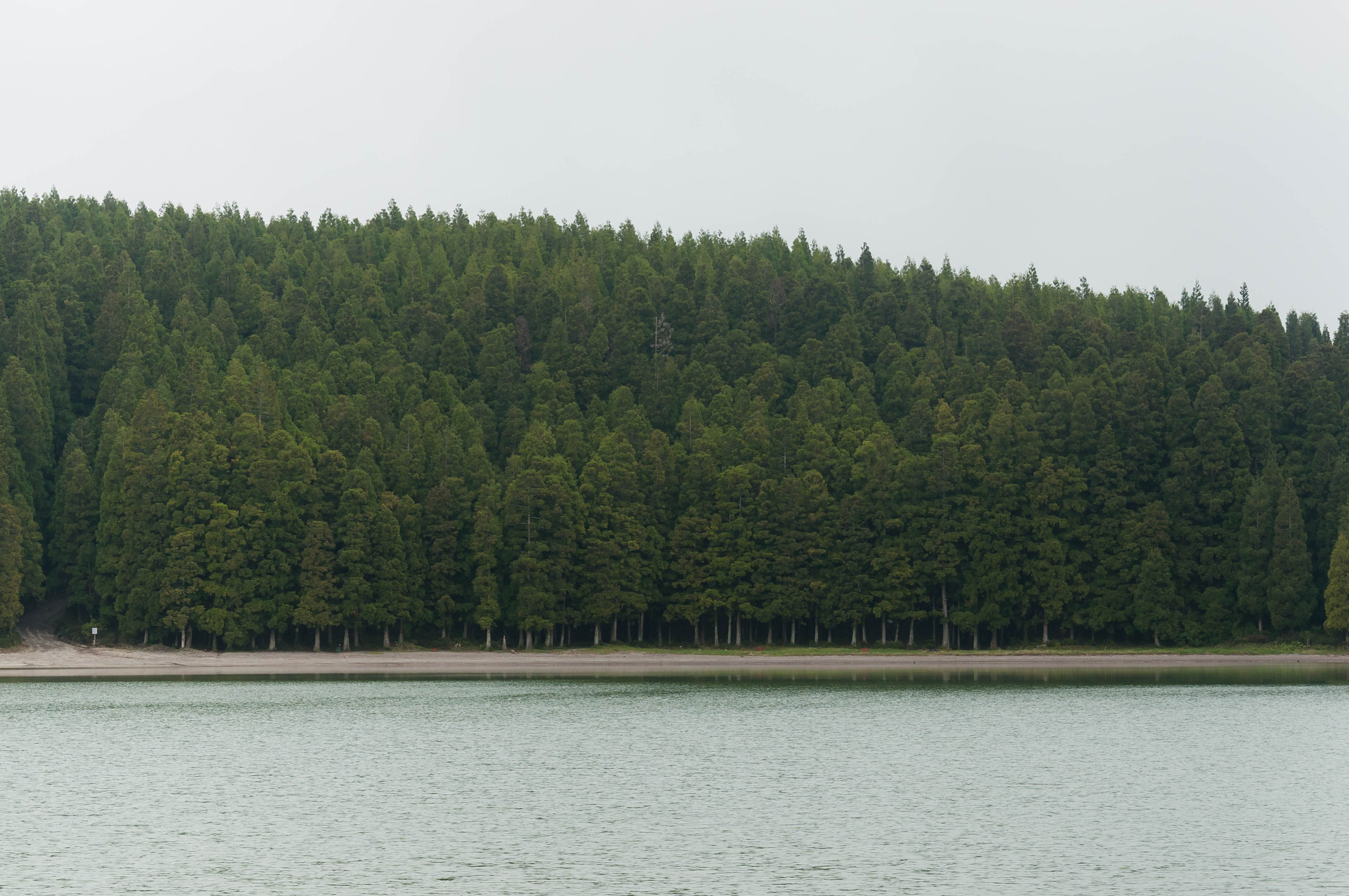

 A Lagoa de São Brás é uma lagoa portuguesa, localizada na ilha açoriana de São Miguel, arquipélago dos Açores, no município da Ribeira Grande e encontra-se numa zona relativamente plana próxima do Pico Moniz e do Monte Escuro, nas cordenadas 37º47’30’’N e 25º24’36’’W.
A cota de altitude desta lagoa em relação ao nível do mar encontra-se nos 610 metros de altitude e está rodeada por florestas típica da macaronésia.
Tem um comprimento de 330 metros por uma largura de 200 metros, uma profundiade máxima de 2,3 metros. Ocupa uma área da Lagoa de 0,06 Km2, sendo a Bacia hidrográfica desta lagoa de 0,032 Km2.